# エスミー・ローレンス
エスミー・ローレンス（Esmie Lawrence、1961年11月19日 - ）はカナダの短距離選手。1988年ソウルオリンピックで女子1600メートルリレー走に出場した。